# Isola di Stromboli (traghetto)
Isola di Stromboli è una nave traghetto veloce monocarena costruita dal cantiere navale De Poli su licenza dei cantieri navali Rodriquez nel 1999 e commissionata dal gruppo Tirrenia per conto dell'allora filiale regionale Siremar per i collegamenti con le isole minori della Sicilia.
Raggiunge la velocità massima di 33 nodi, è lunga 95 metri e ha tre ponti – due per i passeggeri e uno per le auto – per una capacità di trasporto di 800 passeggeri e 168 autovetture.
A giugno 2016, presso il bacino di carenaggio dei cantieri Palumbo di Messina, viene applicata la nuova livrea.
Il 19 Giugno 2023, a seguito delle precedenti vicende giudiziarie che hanno colpito la C&T isole minori viene sottoposta a sequestro finanziario, insieme ad altre 5 navi della flotta . Due giorni più tardi, il 21 giugno, il GIP di Palermo concede la facoltà d'uso dell'unità, pur rimanendo essa in stato di sequestro.